# ماهی‌خورک معمولی
ماهی‌خورک معمولی (نام علمی: Alcedo atthis) یک گونه از زیرخانوادهٔ ماهی‌خورک‌های رودخانه‌ای است. این پرنده کوچک و زیبا با بدنی رنگین کمانی رنگ است. برای زیست طبیعی، نیازمند رودخانه‌ای تمیز با آب زلال و هوای پاک است. این پرنده در شکار سفیدکولی و نوزاد قورباغه تبحر دارد. زیستگاه این پرنده در اوراسیا و شمال آفریقا است.

## نام‌ها
با نام‌های دیگری همچون «مرغ یخ»؛ ماهی‌خورک کوچک و «ماهی‌خورک اروپایی» یا «ماهی‌خورک رودخانه‌ای» نیز نامیده شود. ماهی خورک به گویش گیلکی مردمان شرق گیلان کولی‌خوره تلفظ می‌گردد که معنای فارسی آن، همان خورندهٔ ماهی کولی است. تاکنون در کتابهای فارسی با نام ماهی‌خورک کوچک نامیده شده است اما باید یادآور شد که کاربرد نام ماهی‌خورک کوچک برای این گونه با نام دیگری از ماهی‌خورک‌های رودخانه‌ای با نام انگیسی Little Kingfisher و نام علمی Ceyx pusillus در تعارض است.

## نگارخانه

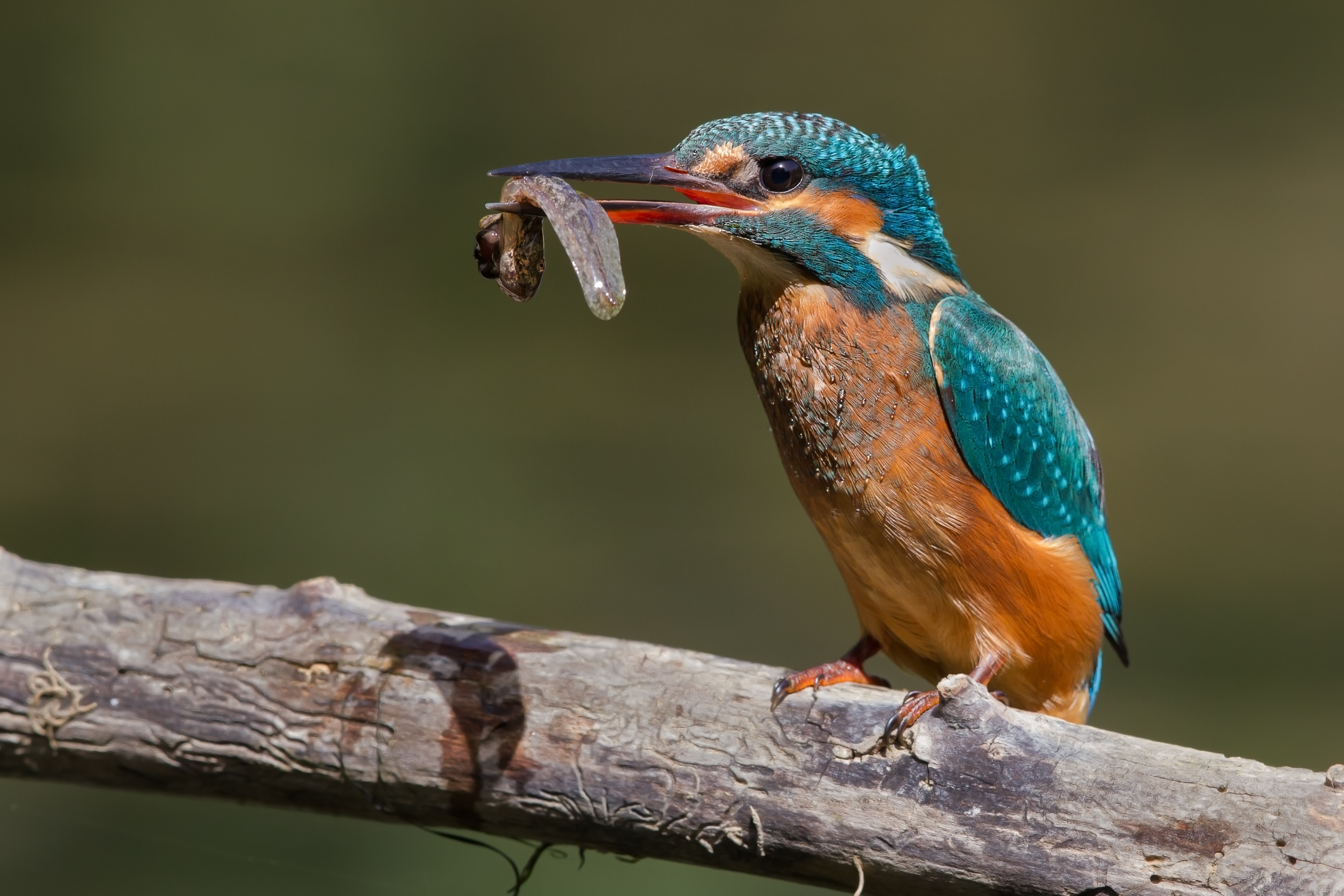
ماهی‌خورک معمولی در حال تغذیه از نوزاد قورباغه
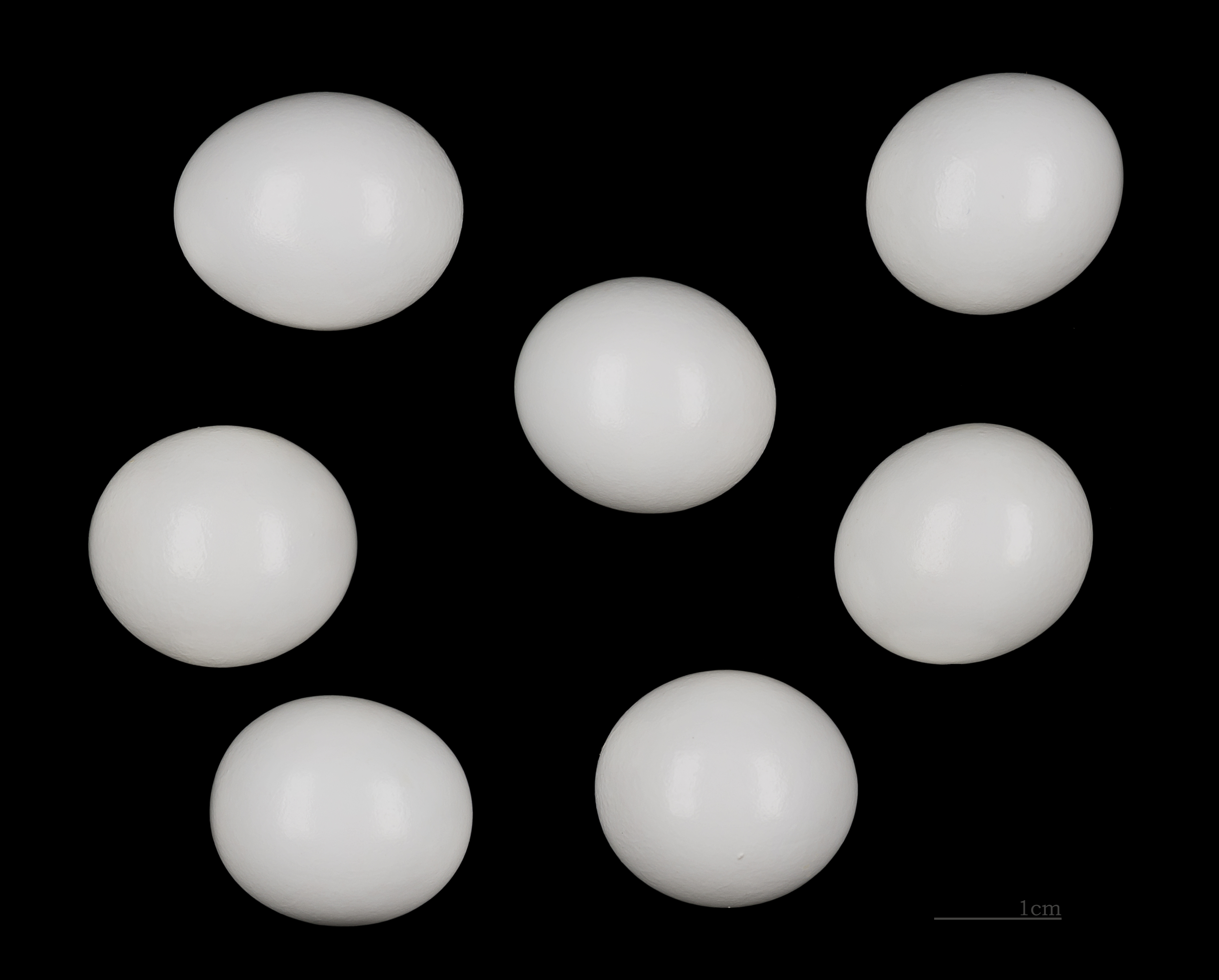
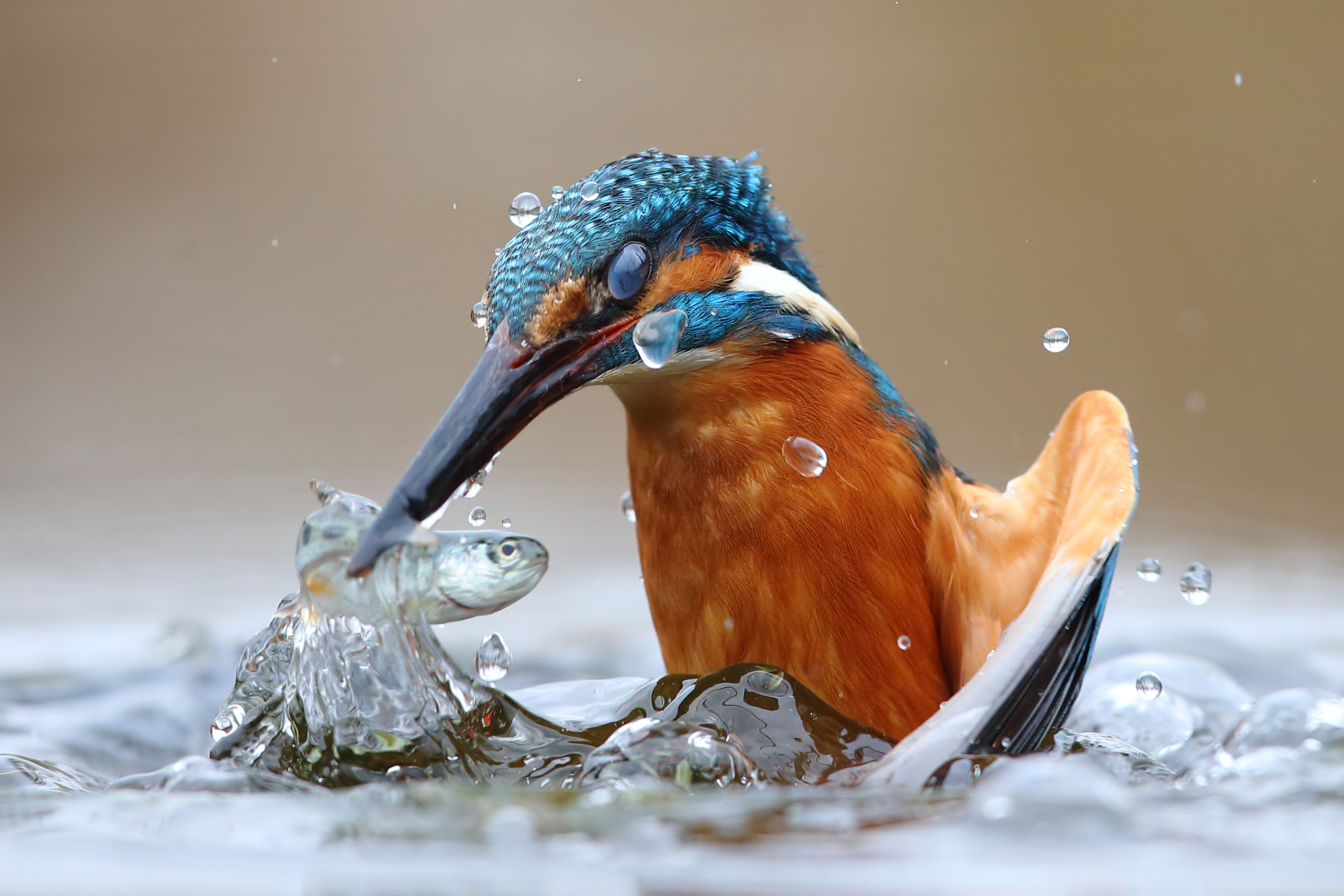
نگاره‌ای از لحظهٔ شکار یک بچه‌ماهی توسط یک ماهی‌خورک معمولی